# Křemže
Křemže település Csehországban, a Český Krumlov-i járásban. Křemže Kájov, Vrábče, Nová Ves, Habří, Jankov, Holubov, Dolní Třebonín és Brloh településekkel határos. Lakosainak száma 3009 fő (2024. január 1.).

## Népesség
A település lakosságának változását az alábbi diagram mutatja:
| Lakosok száma | 2434 | 2784 | 2695 | 2104 | 2436 | 2488 | 2853 | 2901 | 2918 | 3009 |
|               | 1869 | 1890 | 1921 | 1950 | 1980 | 2001 | 2017 | 2019 | 2022 | 2024 |